# Laura Venturini
Laura Venturini (Massa Marittima, 30 gennaio 1977) è un'ex pallavolista italiana.
Giocava nel ruolo di palleggiatrice.

## Carriera
Laura Venturini esordisce nella Serie A1 italiana durante la stagione 1993-94 con la Carrarese: retrocessa in Serie A2, resterà nella stagione successiva ancora legata al club toscano. Nella stagione 1995-96 viene ingaggiata dall'AGS, in Serie B2: in sole tre stagioni (nel 1997 la società viene rifondata con il nome di Pool Piave) la squadra conquista tre promozioni consecutive dalla Serie B2 alla Serie A2.
Nella stagione 1999-00 passa all'Agil Trecate sempre in serie cadetta, con la quale conquista una Coppa Italia di categoria e la promozione nella massima serie al termine della stagione 2000-01. La squadra cambia sede a Novara e partecipa con la formazione piemontese per due anni consecutivi al campionato di Serie A1, vincendo anche una Coppa CEV nel 2003.
Nella stagione 2003-04 torna a giocare in Serie A2 con la maglia del Busto Arsizio, squadra con la quale resta legata per due stagioni. Nell'annata 2005-06 ritorna in Serie A1 ingaggiata dalla Sirio Perugia: con la squadra umbra vince una Coppa di Lega e una Champions League.
Al termine della stagione decide di ritirarsi dall'attività agonista.

## Palmarès

### Club
- Coppa di Lega: 1

2006
- Coppa Italia di Serie A2: 1

2000-01
- Champions League: 1

2005-06
- Challenge Cup: 1

2002-03